# Малая Тингута
Малая Тингута — река в Светлоярском районе Волгоградской области и в Малодербетовском районе Калмыкии. Длина реки — 23 км, площадь водосборного бассейна — 162 км². Правый приток Тингуты. Малая Тингута относится к Западно-Каспийскому бассейновому округу.

## Течение
Малая Тингута берёт начало в балке Карда на севере Ергенинской возвышенности на территории Волгоградской области (абсолютные высоты 100—110 м над уровнем моря) и течёт преимущественно с запада на восток. После впадения водотока балки Терновая протекает по территории Республики Калмыкия, затем вновь по территории Волгоградской области. Малая Тингута впадает в Тингуту в районе посёлка Приволжский.
Долина реки заселена неравномерно: населённые пункты имеются лишь в низовьях реки на территории Волгоградской области (посёлки Луговой и Приволжский). На территории Калмыкии ориентировочно до начала 1950-х существовало село Тингута.

## Бассейн
Площадь водосборного бассейна — 162 км². Водосборный бассейн несколько асимметричен: основные притоки впадают в реку справа.
- Малая Тингута
  - б. Закова (правая составляющая[5])
  - б. Терновая — (пр.)[5]
  - б. Ата-Булук — (пр.)[5]
  - б. Тяга-Булук — (пр.)[5].

## Климат и гидрология
Количество осадков, выпадающих в бассейне реки невелико (среднегодовая норма осадков для посёлка Луговой всего 362 мм). Вследствие значительного испарения в летний период роль дождевого питания невелика. Как и у других рек бессточной области Западно-Каспийского бассейнового округа, основная роль в формировании стока принадлежит осадкам, выпадающим в холодную часть года. Большая часть стока (70 — 90 % годового объёма) приходится на кратковременное весеннее половодье.
| Климатограмма Луговой                                            | Климатограмма Луговой | Климатограмма Луговой | Климатограмма Луговой | Климатограмма Луговой | Климатограмма Луговой | Климатограмма Луговой | Климатограмма Луговой | Климатограмма Луговой | Климатограмма Луговой | Климатограмма Луговой | Климатограмма Луговой |
| ---------------------------------------------------------------- | --------------------- | --------------------- | --------------------- | --------------------- | --------------------- | --------------------- | --------------------- | --------------------- | --------------------- | --------------------- | --------------------- |
| Я                                                                | Ф                     | М                     | А                     | М                     | И                     | И                     | А                     | С                     | О                     | Н                     | Д                     |
| 32 −4 −10                                                        | 25 −3 −10             | 23 2 −5               | 23 15 4               | 35 24 11              | 37 28 16              | 35 31 19              | 32 29 17              | 26 22 11              | 22 13 4               | 35 4 −2               | 37 −1 −6              |
| Температура в °C • Сумма осадков в мм Источник: Climate-Data.org |                       |                       |                       |                       |                       |                       |                       |                       |                       |                       |                       |